# Charles Hemmerlin
Charles Hemmerlin (Durmenach, 26 maggio 1912 – Mulhouse, 4 settembre 1960) è stato un cestista francese.